# Kyōko Ōno
Kyōko Ōno (jap. 大野京子 Ōno Kyōko) – japońska brydżystka, World Master oraz Senior Life Master (WBF).

## Wyniki brydżowe

### Olimpiady
Na olimpiadach uzyskała następujące rezultaty:
| Olimpiady brydżowe. Zawody teamów | Olimpiady brydżowe. Zawody teamów | Olimpiady brydżowe. Zawody teamów | Olimpiady brydżowe. Zawody teamów | Olimpiady brydżowe. Zawody teamów | Olimpiady brydżowe. Zawody teamów |
| Rok                               | Miejsce                           | Zawody                            | Kategoria                         | Drużyna                           | Pozycja                           |
| --------------------------------- | --------------------------------- | --------------------------------- | --------------------------------- | --------------------------------- | --------------------------------- |
| 2012                              | Lille                             | 2. Olimpiada Sportów Umysłowych   | Seniorzy                          | Japan                             | 9                                 |
| 2008                              | Pekin                             | 1. Olimpiada Sportów Umysłowych   | Seniorzy                          | Japan                             | 1                                 |
| 2004                              | Stambuł                           | 12. Olimpiada Teamów              | Seniorzy                          | Japan                             | 10                                |
| 1996                              | Rodos                             | 10. Olimpiada Teamów              | Open                              | Japan                             | 15                                |
| 1992                              | Salsomaggiore                     | 9. Olimpiada Teamów               | Open                              | Japan                             | 23                                |
| 1984                              | Seattle                           | 7. Olimpiada Teamów               | Kobiety                           | Japan                             | 8                                 |
| 1980                              | Valkenburg                        | 6. Olimpiada Teamów               | Open                              | Japan                             | 35                                |
| 1976                              | Monte Carlo                       | 5. Olimpiada Teamów               | Open                              | Japan                             | 24                                |

### Zawody światowe
W światowych zawodach zdobyła następujące lokaty:
| Mistrzostwa Świata. Konkurencja teamów | Mistrzostwa Świata. Konkurencja teamów | Mistrzostwa Świata. Konkurencja teamów | Mistrzostwa Świata. Konkurencja teamów | Mistrzostwa Świata. Konkurencja teamów | Mistrzostwa Świata. Konkurencja teamów |
| Rok                                    | Miejsce                                | Zawody                                 | Kategoria                              | Drużyna                                | Pozycja                                |
| -------------------------------------- | -------------------------------------- | -------------------------------------- | -------------------------------------- | -------------------------------------- | -------------------------------------- |
| 2014                                   | Sanya                                  | 14. Seria Mistrzostw Świata            | Seniorzy                               | Platinum                               | 12                                     |
| 2013                                   | Nusa Dua                               | 41. Mistrzostwa Świata Teamów          | Seniorzy                               | Japan                                  | 14                                     |
| 2011                                   | Veldhoven                              | 40. Mistrzostwa Świata Teamów          | Seniorzy                               | Japan                                  | 17                                     |
| 2010                                   | Filadelfia                             | 13. Seria Mistrzostw Świata            | Seniorzy                               | Japan Yamada                           | 5                                      |
| 2009                                   | São Paulo                              | 39. Mistrzostwa Świata Teamów          | Seniorzy                               | Japan                                  | 9                                      |
| 2007                                   | Szanghaj                               | 38. Mistrzostwa Świata Teamów          | Seniorzy                               | Japan                                  | 16                                     |
| 2006                                   | Werona                                 | 12. Mistrzostwa Świata                 | Seniorzy                               | Naniwada                               | 32                                     |
| 2005                                   | Estoril                                | 37. Mistrzostwa Świata Teamów          | Seniorzy                               | Japan                                  | 12                                     |
| 2003                                   | Monte Carlo                            | 36. Mistrzostwa Świata Teamów          | Seniorzy                               | Japan                                  | 10                                     |
| 2002                                   | Montreal                               | 11. Mistrzostwa Świata                 | Open                                   | Yamada                                 | 81                                     |
| 1998                                   | Lille                                  | 10. Mistrzostwa Świata                 | Open                                   | Yamada                                 | 97                                     |
| 1991                                   | Jokohama                               | 30. Mistrzostwa Świata Teamów          | Open                                   | Japan                                  | 15                                     |

| Mistrzostwa Świata. Konkurencja par | Mistrzostwa Świata. Konkurencja par | Mistrzostwa Świata. Konkurencja par | Mistrzostwa Świata. Konkurencja par | Mistrzostwa Świata. Konkurencja par | Mistrzostwa Świata. Konkurencja par |
| Rok                                 | Miejsce                             | Zawody                              | Kategoria                           | Partner                             | Pozycja                             |
| ----------------------------------- | ----------------------------------- | ----------------------------------- | ----------------------------------- | ----------------------------------- | ----------------------------------- |
| 2014                                | Sanya                               | 14. Seria Mistrzostw Świata         | Seniorzy                            | Akihiko Yamada                      | 13                                  |
| 2010                                | Filadelfia                          | 13. Mistrzostwa Świata              | Miksty                              | Akihiko Yamada                      | 291                                 |
| 2010                                | Filadelfia                          | 13. Mistrzostwa Świata              | Seniorzy                            | Akihiko Yamada                      | 2                                   |
| 2006                                | Werona                              | 12. Mistrzostwa Świata              | Seniorzy                            | Akihiko Yamada                      | 43                                  |
| 2002                                | Montreal                            | 11. Mistrzostwa Świata              | Miksty                              | Makoto Hirata                       | 201                                 |
| 2002                                | Montreal                            | 11. Mistrzostwa Świata              | Open                                | Akihiko Yamada                      | 243                                 |

## Klasyfikacja
- Kyōko Ōno – klasyfikacja WBF (ang.)